# Héctor Ferrari
Héctor Ferrari (1925) è stato un calciatore argentino, di ruolo difensore e centrocampista.

## Caratteristiche tecniche
D'impostazione era un difensore centrale; nel corso della sua carriera fu spostato più avanti, e giocò come centrocampista difensivo o centrale.

## Carriera
Debuttò nella prima squadra del River Plate nel 1944; chiuso da Luis Antonio Ferreyra, Norberto Yácono e Ricardo Vaghi nel suo ruolo, inizialmente trovò poco spazio nella cosiddetta Máquina. Nel 1948, spostandosi a centrocampo, fu la riserva di José Ramos. Nel 1951 divenne titolare, affiancando Yácono e Venini nel terzetto della linea mediana. Nel 1952 segnò la sua prima e unica rete in massima serie argentina, aprendo le marcature contro l'Atlanta, e presenziò nell'incontro decisivo per l'assegnazione del titolo il 29 novembre contro il Newell's Old Boys. Con l'arrivo di Pascasio Sola, Ferrari perse il posto da titolare, e nel 1953, in seguito al termine del campionato, vinto dalla sua formazione, decise di trasferirsi in Messico, firmando per l'América di Città del Messico.

## Palmarès

### Club

#### Competizioni nazionali
- Campionato argentino: 4

River Plate: 1945, 1947, 1952, 1953
- Coppa del Messico: 1

Necaxa: 1959-1960